# James Howard-Johnston
James Douglas Howard-Johnston (né le 12 mars 1942) est un historien britannique de l'Empire byzantin. Il est maître de conférences en études byzantines à l'Université d'Oxford. Il est membre émérite du Corpus Christi College d'Oxford. Son approche de Byzance suit celle d'Edward Gibbon et se concentre sur les comparaisons entre l'État byzantin et ses homologues occidentaux. Aussi, Howard-Johnston fait de nombreuses recherches sur l'Antiquité tardive, en particulier les Guerres perso-romaines et l'avènement de l'islam.

## Carrière
Howard-Johnston est maître de conférences junior en recherche à Christ Church, Oxford, de 1966 à 1971, période au cours de laquelle il occupe également une bourse junior à Dumbarton Oaks (1968-69). Plus tard, il est maître de conférences universitaire en études byzantines et membre du Corpus Christi College d'Oxford, jusqu'à sa retraite en 2009. Il est brièvement président par intérim du même collège au milieu des années 2000.
Il est membre du conseil municipal d'Oxford (1971-76) et du conseil du comté d'Oxfordshire (1973-77, 1981-87),.
En 1989, Howard-Johnston affirme que l'Alexiade d'Anne Comnène n'aurait pas pu être écrite par une "princesse liée à Constantinople" et que "les récits de campagne détaillés et conversants de l'Alexiade ne peuvent avoir été construits que par un Procope des derniers jours ou un soldat à la retraite.".
Il est marié à la romancière Angela Huth et a une belle-fille et une fille.